# Collection de jeux vidéo

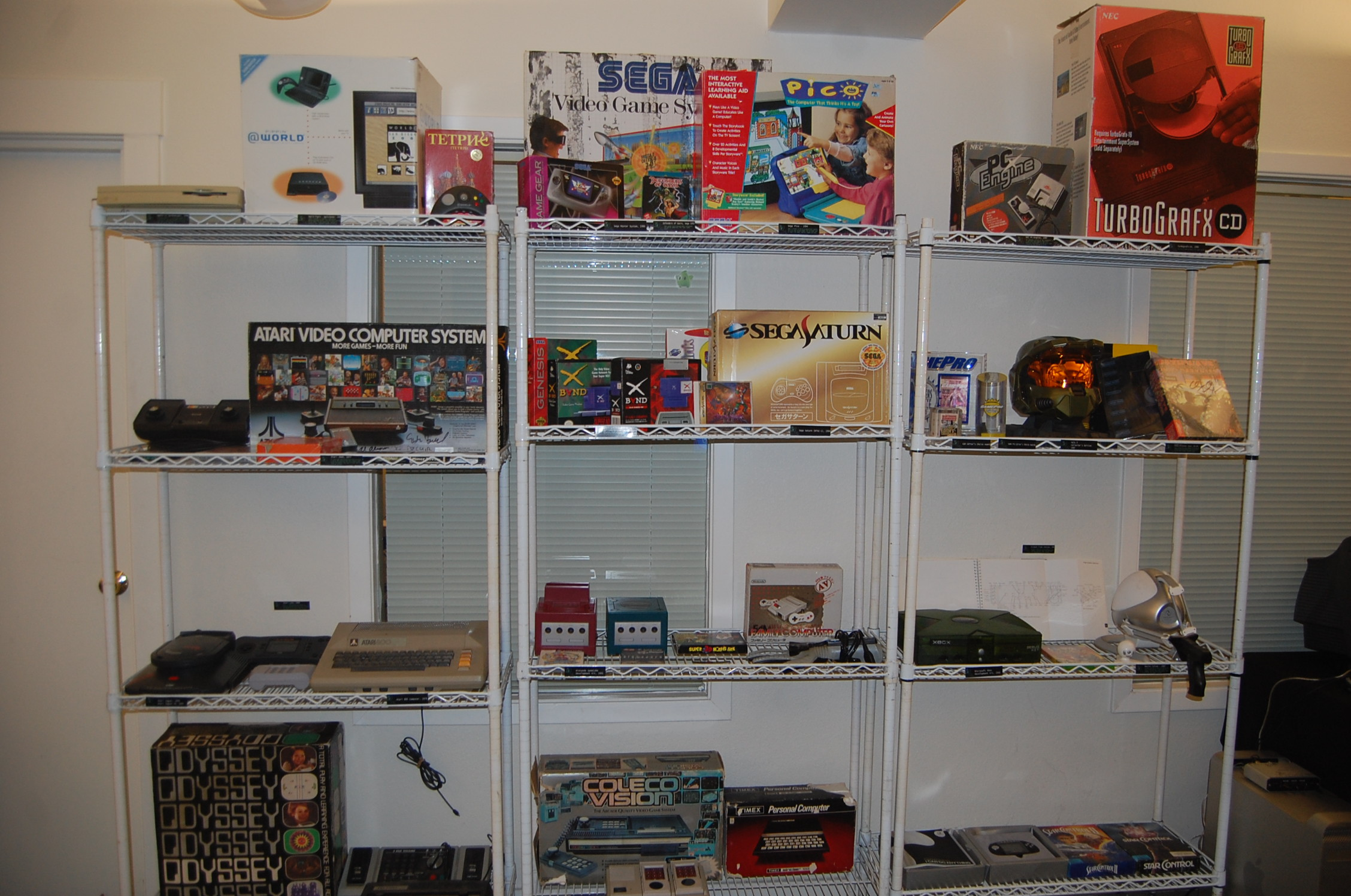
collection de jeux vidéos et de consoles.

La collection de jeux vidéo est un passe-temps, voire une passion pour certains, de la collecte et de la préservation de jeux vidéo, de console de jeux vidéo et d'objets (figurine, etc.) en rapport avec les jeux vidéo.

## Généralités
Une console de jeux ou un jeu peut être considéré comme un objet de collection des années après la fin de sa commercialisation en raison de sa longévité, de sa particularité et/ou de sa signification culturelle. La plupart des collectionneurs restreignent leur recherche à des jeux avec des caractéristiques spécifiques. Ils peuvent rechercher les jeux d'une certaine console, d'un certain genre ou avec un certain personnage.
La valeur d'un jeu dépend de la quantité fabriquée, de la qualité du jeu, de son impact culturel et de l'état du jeu. Les jeux complets avec leur emballage d'origine (parfois dits « sous blister ») sont considérés comme ayant plus de valeur.
Certains joueurs voient d'un mauvais œil le fait de collectionner des jeux sans avoir l'intention d'y jouer, privant éventuellement ainsi quelqu'un d'autre de la possibilité de le faire. L'intérêt croissant pour le retrogaming et la collecte font qu'il existe en outre un phénomène de spéculation sur les prix de certains jeux ou produits dérivés, en particulier s'ils sont dans leur emballage d'origine, ou dans une édition dite « collector ».
L'avènement de la dématérialisation amène quelques changements dans le rapport entre le collectionneur et les jeux : il est possible de se constituer une collection de jeux sans support physique ; l'accès à certains jeux oldies n'est plus limité à la version matérialisée de ceux-ci. Les « jeux en boîte » sont régulièrement privés de manuels d'utilisation, et les éditions collector voient leur contenu additionnel comme les OST ou les artbook remplacés par leurs versions digitales, ce qui peut en réduire l'intérêt aux yeux des collectionneurs. La dématérialisation ne signifie pas nécessairement la fin du support physique, car les gamers sont très attachés à ce dernier et apprécient de pouvoir afficher leurs jeux sur des étagères,,,.
Une collection de jeux ou son propriétaire peut faire l'objet d'une médiatisation, notamment dans des émissions télévisées ou web, des magazines, ou des sites web. Des magazines ou mooks spécialisés, comme par exemple Pix'n Love, GamesTM ou Retro Gamer, proposent des rubriques où sont mis en avant des collectionneurs ; on peut aussi y trouver des conseils et des indications sur la rareté et la cote des jeux. Le Guinness Book des records possède une entrée pour « la plus grosse collection de jeux vidéo au monde »
Il existe des applications et des sites qui permettent de gérer une collection de jeux, que ces derniers soient sur support physique ou dématérialisés.

## Jeux rares
Alors que tous les jeux vidéo peuvent être considérés comme collectionnables, certains sont connus pour être particulièrement rares et recherchés, ce qui leur donne une grande valeur. Les prix peuvent varier selon plusieurs critères.
Exemples de jeux rares:
- Panzer Dragoon Saga sur la Sega Saturn, de 100 $ pour un vieux disque à 1 000 $ sur ebay pour un disque comme neuf. Seulement 1000 exemplaires ont été commandés en Europe[9].
- Stadium Events sur NES, un exemplaire s'est vendu à 35 100 $ sur ebay en 2015[10].
- Goldeneye 007 sur Nintendo 64, un exemplaire s'est vendu à 9 800 € à Drouot en 2013[11],[2].